# Sancho (Roussillon)

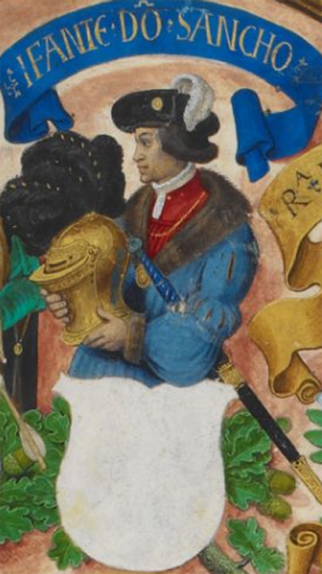
Gemälde (zwischen 1530 und 1534)

Sancho von Roussillon (* 1161; † 1223) ist der jüngste Sohn Raimund Berengars IV. von Barcelona.
1168 übergab ihm sein älterer Bruder Raimund Berengar IV. von Provence die Grafschaft Provence. 1209 belehnt ihn sein älterer Bruder, König Alfons II. von Aragon mit der Grafschaft Roussillon.
Vor 1184 heiratete er Ermesinda von Rocabertí. 1185 heiratete er Sancha Núñez de Lara (Haus Lara). Mit ihr hatte er einen Sohn Nuno Sanchez von Roussillon. Dieser tritt die Nachfolge in den Grafschaften Cerdanya und Roussillon an.
Sein Nachfolger in der Provence ist Alfons II.
| Vorgänger            | Amt                             | Nachfolger   |
| -------------------- | ------------------------------- | ------------ |
| Raimund Berengar IV. | Markgraf von Provence 1181–1185 | Alfons II.   |
| Raimund Berengar IV. | Graf von Cerdanya 1168–1223     | Nuno Sanchez |
| Gérard II.           | Graf von Roussillon 1209–1223   | Nuno Sanchez |

| Personendaten    | Personendaten                                                |
| ---------------- | ------------------------------------------------------------ |
| NAME             | Sancho                                                       |
| ALTERNATIVNAMEN  | Sancho von Roussillon (vollständiger Name)                   |
| KURZBESCHREIBUNG | Graf von Provence, Graf von Roussillon und Graf von Cerdanya |
| GEBURTSDATUM     | 1161                                                         |
| STERBEDATUM      | 1223                                                         |